# Svezia ai Giochi della XX Olimpiade
La Svezia partecipò ai Giochi della XX Olimpiade che si sono svolti a Monaco di Baviera dal 26 agosto all'11 settembre 1972, con una delegazione di 131 atleti impegnati in 18 discipline per un totale di 90 competizioni. Portabandiera fu il cavaliere Jan Jönsson, alla sua prima Olimpiade.
Il bottino della squadra fu di sedici medaglie: quattro d'oro, sei d'argento e sei di bronzo. Due delle quattro medaglie d'oro furono conquistate dal nuotatore Gunnar Larsson.

## Medaglie
| Medaglia | Nome                                                   | Sport              | Evento                        |
| -------- | ------------------------------------------------------ | ------------------ | ----------------------------- |
| Oro      | Gunnar Larsson                                         | Nuoto              | 200 misti                     |
| Oro      | Gunnar Larsson                                         | Nuoto              | 400 misti                     |
| Oro      | Ulrika Knape                                           | Tuffi              | Piattaforma 10 m              |
| Oro      | Ragnar Skanåker                                        | Tiro a segno       | Pistola 50 m                  |
| Argento  | Rolf Peterson                                          | Kayak              | K1 1000 m                     |
| Argento  | Jan Karlsson                                           | Lotta libera       | Pesi welter                   |
| Argento  | Gunnar Jervill                                         | Tiro con l'arco    | Individuale maschile          |
| Argento  | Ulrika Knape                                           | Tuffi              | Trampolino 3 m                |
| Argento  | Per Pettersson Stellan Westerdahl                      | Vela               | Classe Star                   |
| Argento  | Bo Knape Stefan Krook Lennart Roslund Stig Wennerström | Vela               | Classe Soling                 |
| Bronzo   | Rickard Bruch                                          | Atletica leggera   | Lancio del disco              |
| Bronzo   | Jan Jönsson                                            | Equitazione        | Concorso completo individuale |
| Bronzo   | Ulla Håkanson Ninna Swaab Maud von Rosen               | Equitazione        | Dressage a squadre            |
| Bronzo   | Jan Karlsson                                           | Lotta greco-romana | Pesi welter                   |
| Bronzo   | Hasse Thomsén                                          | Pugilato           | Pesi massimi                  |
| Bronzo   | Hans Bettembourg                                       | Sollevamento pesi  | Pesi mediomassimi             |